# 정의사
정의사는 대한민국 충청남도 금산군 남일면 봉황로 73에 있는 사당이다. 2011년 8월 16일 금산군의 향토유적 제18호로 지정되었다.

## 개요
남일면 초현리에 있는 현풍곽씨의 사당으로 단묘충신(端廟忠臣) 곽사(郭師)를 모신 사당이다. 공은 세종조에 등제하여 벼슬이 이조판서에까지 이르렀으나 세조의 탈권으로 단종이 영월에서 해를 당하자 벼슬을 버리고 아들 득창과 함께 금산의 옥황동에 와서 다시는 벼슬을 하지 않고 단종의 원혼을 위로하고 일생을 초야에 묻혀 살다가 세상을 떠났다. 정의사는 공의 위와 같은 충절을 숭모하여 지방 유림과 후손의 정성으로 1957년에 건립한 것이다.